# Леонардо де Медичи
Леонàрдо де Мèдичи (на италиански: Leonardo de' Medici; * ?, † 1528) от фамилията Медичи e италиански католически епископ, епископ на Форли (1519 – 1526).

## Биография
През 1494 г. е енорийски свещеник на Пиеве ди Сан Пиетро в Сан Пиеро а Сиеве (днес част от Скарперия и Сан Пиеро). Той заема длъжността на генерален викарий, когато папа Александър VI забранява на флорентинците да присъстват на проповедите на Джироламо Савонарола. Самият Леонардо забранява на духовенството да присъства на проповедите. Въпреки това магистратите на Флорентинската република смятат цензурата му за несправедлива и той е принуден да напусне поста си на викарий. Той е ръкоположен за епископ на Форли от папа Лъв X на 14 май 1519 г. като наследник на Бернардо де Медичи, починал през 1519 г. Той изпълнява длъжността до 1526 г., когато подава оставка. Умира през 1528 г.